# Tricyanaula amethystias
Tricyanaula amethystias är en fjärilsart som beskrevs av Edward Meyrick 1906. Tricyanaula amethystias ingår i släktet Tricyanaula och familjen stävmalar. Inga underarter finns listade i Catalogue of Life.